# 貴志川スポーツ公園野球場
貴志川スポーツ公園野球場（きしがわスポーツこうえんやきゅうじょう）は、和歌山県紀の川市にある野球場。通称 貴志川球場。
和歌山県北部、特に紀の川筋でのメイン球場で、両翼92m、センター120m。